# Râurile Alligator

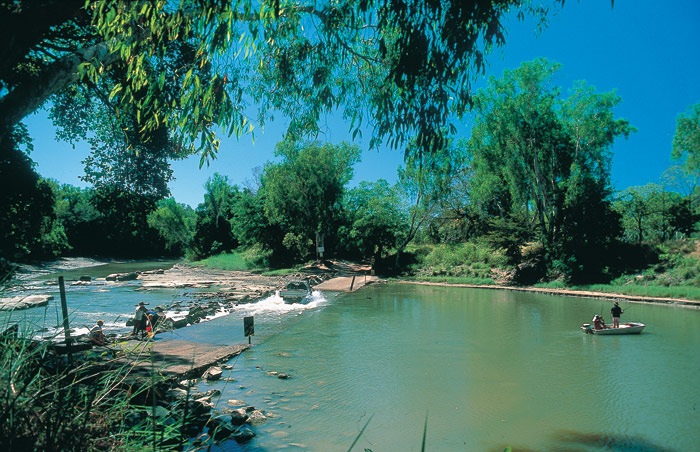
Râurile Alligator

Râurile Alligator definesc trei râuri (East Alligator River, West Alligator River și South Alligator River) care străbat Parcul Național Kakadu, și peninsula Arnhem, din Teritoriul de Nord, Australia. Regiunea a fost explorată pentru prima oară în anul 1820 de Phillip Parker King, care denumit râurile după crocodilii numeroși întâlniți aici.